# Індукторний електродвигун

Рис. 1. Принцип роботи Вентильно-індукторного двигуна

Вентильно-індукторний електродвигун (ВІД) — це тип електромеханічного перетворювача енергії, який поєднує в собі властивості і електродвигуна, і інтегрованої системи регульованого електроприводу.
Принцип роботи ВІД заснований на зміні індуктивності  фаз при обертанні ротора за рахунок подачі на обмотки статора імпульсів напруг керованої частоти, що створюють обертове магнітне поле. Обертовий момент виникає за рахунок прагнення ротора до положення, при якому магнітний потік статора проходить по осі ротора з найменшим магнітним опором.
Подачу імпульсів на обмотки статора забезпечує перетворювач частоти, а вбудована інтегрована система виконує алгоритми керування усіма процесами.

## Конструкція
Вентильно-індукторний електродвигун складається з таких компонентів: індукторна машина (ІМ), перетворювач частоти, система керування та датчик положення ротора (ДПР), рис 2.
В свою чергу, індукторна машина складається з двох основних елементів: рухомої частини (ротор) і нерухомої частини (статор). Ротор складається з листів електротехнічної сталі (або іншого магнітом'якого матеріалу з малими втратами на перемагнічування), за формою в перерізі являє зубцову структуру. Обмотка на роторі ІМ відсутня, так як
принцип дії заснований на властивості феромагнітних тіл (в даному випадку ротора) орієнтуватися в зовнішньому полі  так, щоб зчеплений з ним магнітний потік виявився максимальним.
Статор також має зубцеву структуру схожу на машини постійного і змінного струмів. Фаза такої ІМ складається з двох пар котушок, розташованих на полюсах статора таким чином, що їх осі були зміщені на електричний кут 90 °, при цьому котушки фази можуть бути з'єднані паралельно або послідовно. Переріз ІМ показана на рис. 3.

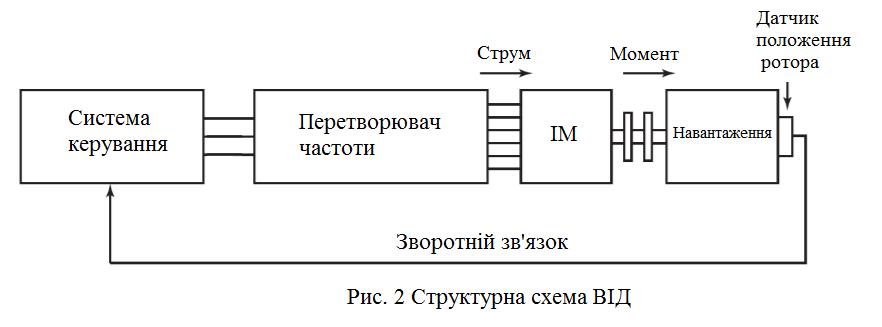
Рис.2. Структурна схема ВІД
Рис.3. Переріз ВІД з 4 роторними та 6 статорними полюсами

Однак на відміну від регульованого електроприводу, наприклад з  асинхронним двигуном, ІМ у вентильно-індукторному електродвигуні не є самодостатньою. Вона принципово не здатна працювати без перетворювача частоти і системи керування. Останні є невід'ємними частинами ІМ, необхідними для здійснення електромеханічного перетворення енергії.

## Принцип роботи
Принцип дії ВІД, заснований на властивості феромагнітних тіл, орієнтується в зовнішньому магнітному полі таким чином, щоб пронизуючий їх магнітний потік приймав максимальне значення. По відношенню статора та ротора є 3 характерних положення: неузгоджене, проміжне та узгоджене положення для, наприклад, деякої фази А, рис. 4.

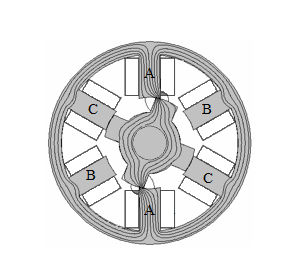
Рис. 4. Потік магнітного поля через фазу А

При неузгодженому положенні сердечників статора і ротора для деякої фази ІМ, вісь кожної котушки цієї фази збігається з однією з осей  ротора, тобто зубці фази розташовуються суворо навпаки пазів ротора. Це положення характеризується мінімальним значенням індуктивності фази і магнітного потоку, зчепленого з нею, що пояснюється максимальним значенням магнітного опору зазору між сердечниками. У магнітному полі фази А ротор буде прагнути орієнтуватися таким чином, щоб магнітний потік, що пронизує його, прийняв максимальне значення. При цьому на сердечники статора і ротора діятимуть однакові за значенням і зворотні у напрямку пондеромоторні сили (ПС) тяжіння. Оскільки ротор в даному положенні симетричний щодо осі збудженої фази, рівнодіюча азимутальна складова цих сил буде дорівнює нулю. Таким чином, при цьому положенні, в  індукторній машині не спостерігається  обертового моменту, однак при дії будь-якої зовнішньої сили, виникне обертовий момент, який буде прагнути повернути ротор у напрямку від неузгодженого положення.
У випадку проміжного положення ротора фаза А має більшу потокозчеплення і індуктивність, ніж в неузгодженому положенні, що пояснюється меншою величиною проміжку між сердечниками. При цьому рівнодіючі азимутальні складові ПС сердечників відмінна від нуля, і створений нею електромагнітний момент прагне повернути ротор ІМ проти годинникової стрілки. Обертання ротора триватиме до тих пір, поки він не займе положення, що називається узгодженим положенням фази А.
Це стан, при якому вісь кожної котушки фази А збігається з однією з осей ротора, тобто зубці фази розташовуються суворо навпаки полюсів ротора. Це положення характеризується максимальним значенням індуктивності фази і зчепленого з нею магнітного потоку, що пояснюється мінімальною величиною магнітного опору зазору між сердечниками. У цьому положенні пондемоторні сили тяжіння сердечників мають тільки радіальні складові. В силу чого крутний момент ІМ в цьому положенні дорівнює нулю, однак на відміну від неузгодженого положення, узгоджене положення являє собою точку стійкої рівноваги.
Тому для продовження односпрямованого обертання ротора, необхідно ще до досягнення узгодженого положення фази А здійснити комутацію ключів перетворювача частоти, в результаті якої фаза А повинна бути від'єднана від джерела живлення та підключена  фаза, де між сердечниками ротора і статора буде встановлюватися узгоджене положення, тобто буде збільшуватися значення магнітного потоку, наприклад до фази В. 
Таким чином, принцип обертання ротора заснований на почерговому алгоритмі підключення та відключення фаз, що задається системою керування. Вихідними даними для її роботи є сигнали про положення ротора, що надходять від датчика положення ротора, що виключає можливість неправильної комутації фаз.

## Переваги та недоліки

### Переваги

#### Простота і технологічність конструкції ІМ
Забезпечується за рахунок того що, на роторі ВІД відсутні обмотки і постійні магніти. Фазні обмотки знаходяться тільки на статорі. 

#### Низька собівартість
Вартість ВІД виявляється найнижчою з усіх відомих конструкцій електричних машин. Дорогим в даній системі електроприводу можна вважати електронний перетворювач, який є обов'язковим елементом всіх сучасних регульованих електроприводів. Однак, ціни на вироби силової електроніки в міру розвитку масштабів виробництва мають стійку тенденцію до зниження. Також мінімальне використання міді, що неперервно дорожчає.

#### Висока надійність
Простота конструкції забезпечує ВІД вищу надійність, ніж надійність інших типів електричних машин. Конструктивна і електрична незалежність фазних обмоток забезпечує працездатність ВІД навіть в разі повного замикання полюсної котушки однієї з фаз. ВІД залишається працездатним навіть після виходу з ладу однієї або двох фаз.

#### Відсутність постійних магнітів
ВІД не містить постійних магнітів ні на роторі, ні на статорі, при цьому він успішно конкурує за характеристиками з вентильними електричними двигунами з постійними магнітами (ВЕДПМ).  В середньому, при однакових електричних і габаритних характеристиках ВІД має  близько в 4 рази меншу вартість, значно більшу надійність, більш широкий діапазон частот обертання, більш широкий діапазон робочих температур. Конструктивно, в порівнянні з двигунами з постійними магнітами, ВІД  не має обмеження по потужності (практично, потужність типових ВЕДПМ обмежується межею близько 20-40 кВт). ВЕДПМ вимагають захисту від металевого пилу, бояться перегріву і сильних електромагнітних полів. Вентильні реактивні електродвигуни / генератори вільні від всіх цих недоліків.

#### Високий ККД
Практично ККД вентильно-індуктивного  електродвигуна  потужністю 1 КВт може доходити до 90% в діапазоні 5-10-кратної зміни частоти обертання. ККД більш потужних електричних машин може досягати 95-98%.

#### Мінімальні температурні ефекти
Тепловиділення відбувається в основному тільки на статорі, при цьому легко забезпечується герметична конструкція, повітряне або водяне охолодження.

#### Великий діапазончастоти обертання
Електромагнітна редукція дозволяє створювати малогабаритні  електродвигуни для приводів роботів, маніпуляторів та інших низькооборотних механізмів або низькообертові високоефективні генератори для вітрових  електростанцій. У той же час частота обертання швидкообертових ВІД  може перевищувати 100000 об/хв.

### Недоліки

#### Високий рівень шумів і вібрацій
Пондеромоторні сили взаємодії сердечників статора і ротора в ВІД мають  радіальну складову, наявність якої тягне за собою деформацію сердечників. Деформація сердечників призводить до виникнення вібрації двигуна і випромінювання звукових хвиль.

## Область застосування
Усі переваги ВІД дозволяють найбільш доцільно використовувати його як електропривід механізмів, в яких за умовами роботи потрібно здійснити регулювання в широкому діапазоні частоти обертання. Прикладом є  електроприводи верстатів з числовим програмним керуванням і промислових роботів, що широко використовуються на сьогоднішній день.
Ефективність використання ВІД істотно підвищується, якщо необхідність регулювання частоти обертання поєднується з важкими умовами роботи, наприклад в електроприводах для металургії, гірничодобувної промисловості та для рухомого складу електричного транспорту.
Не менш перспективним є використання ВИД в побутовій техніці: пральних машинах, пилососах, кухонних комбайнах і електроінструментах.
ВІД являє собою відносно новий тип електромеханічного перетворювача енергії. Тому його просування на ринку відбувається досить повільно. Однак уже зараз є багато електротехнічних фірм світу, які або розглядають можливість серійного випуску ВІД або вже виробляють його. За останні десять років частка застосування ВІД у різних сферах зросла у 8 разів, і поступово вентильно-індукторний двигун буде відтісняти більш застарілі за технологією двигуни.